# Zinner Tibor
Zinner Tibor (Sátoraljaújhely, 1948. december 15. –) magyar történész, egyetemi tanár, az 1956-os forradalom és szabadságharc utáni megtorlás részletes, tudományos közzétevője. Kutatási területe a 19-20. századi politikai bíráskodás és annak társadalmi következményei.

## Életpályája
Orvos családban született. 1967-ben szülővárosa Kossuth Lajos Gimnáziumában érettségizett. Ezután egy évig segédmunkás volt a helyi Hegyalja Ruházati KTSZ-nél, majd öt évig a füzéri általános iskolában képesítés nélküli pedagógus. 
1973-ban a debreceni Kossuth Lajos Tudományegyetemen okleveles középiskolai tanári végzettséget szerzett. Ezután alma matere Egyetemes Történeti Tanszékének tanársegédje, egyidejűleg 1981-ig Budapest Főváros Levéltára levéltárosa. Közben, 1979-ben a bölcsészettudomány (történelem) doktora lett, az új- és legújabb kori történelem témában (KLTE).
1981–1983 között a Csepel Vas- és Fémművek Társadalomtudomány Intézete történésze, 1983–1987 között a Magyar Ellenállók, Antifasiszták Szövetsége – Történelmi Bizottságának osztályvezetője volt. 1987–89-ben a Reflektor Kiadó főszerkesztője, irodalmi vezetője volt. 
2011-es nyugalomba vonulásáig a Legfelsőbb Bíróság csoportvezetője, osztályvezetője, főosztályvezetője, kabinetfőnöke, 2004-től tudományos kabinetfőnöke, igazságügyi főtanácsos volt. Azután az Országos Kriminológiai Intézet tudományos főmunkatársa, 2014–2016 között pedig a VERITAS Történetkutató Intézet kutatócsoport-vezetője, 2016 óta levéltárvezetője. Angol, latin, német, orosz nyelvismerettel rendelkezik.

## Közéleti megbízatása
1997 óta az IFOE (Igazságügyi Fogalmazók Országos Egyesülete), majd az IFTOE (Igazságügyi Fogalmazók és Titkárok Országos Egyesülete) első társadalmi elnöke.

## Elismerései, címei
- 2000 – Az ELTE tiszteletbeli egyetemi tanára (ELTE ÁJTK)
- 2003 – Sátoraljaújhely díszpolgára
- 2014 – Mindszenty-emlékérem
- 2019 – A Magyar Érdemrend tisztikeresztje[1]

## Főbb publikációi
- Népbírósági perek Magyarországon 1945 után, JOGTUDOMÁNYI KÖZLÖNY 38:(7) pp. 478-481. (1983)
- Zinner Tibor–Róna Péter: Szálasiék bilincsben; Lapkiadó Vállalat, Bp., 1986
  - 1. A Hűség Házától az Andrássy út 60-ig
  - 2. A magyar nép nevében
- Az egyesületek, pártok feloszlatása Budapesten 1945 és 1948 között 1. POLITIKA – TUDOMÁNY -:(4) pp. 60-77. (1987)
- Raoul Wallenberg HISTÓRIA: A MAGYAR TÖRTÉNELMI TÁRSULAT FOLYÓIRATA 9:(4) pp. 31-32. (1987)
- Az ébredők fénykora, 1919–1923; Akadémiai, Bp., 1989 (Értekezések a történeti tudományok köréből)
- Adalékok a magyarországi koncepciós perekhez. Székesfehérvár: Videoton József Attila Művelődési Ház és Könyvtár, 1989 (História klub füzetek; 3.) ISBN 963-01-9153-9
- „…hogy megkönnyítsék a Nagy-kormány likvidálását…” – Három dokumentum Nagy Imre és köre 1956. november 4. utáni történetéhez TÁRSADALMI SZEMLE 44:(12) 72. (1989)
- Igazságszolgáltatók a pártállam őrlőkövei között I-II. BÍRÁK LAPJA -:(2) pp. 11-20. & 3-30. (1991)
- „A politikai jellegű bűncselekményeknél sok az enyhe ítélet és viszonylag kevés a fizikai megsemmisítések száma” BÍRÓSÁGI HATÁROZATOK 40:(9) pp. 717-720. (1992)
- A Mindszenty-per ismeretlen dokumentumai, KOMMENTÁR: ÉVENTE TÍZSZER MEGJELENŐ SZABADELVŰ TÁRSADALOMKRITIKAI FOLYÓIRAT 1:(6) pp. 32-39. (1992)
- Adalékok a magyar felsőbíráskodás ezer esztendejéhez, BÍRÁK LAPJA 7:(1/2) pp. 32-91. (1997)
- Büntetőjog és hatalom, MÚLTUNK – POLITIKATÖRTÉNETI FOLYÓIRAT 43:(2) pp. 183-205. (1998)
- XX. századi politikai perek. A magyarországi eljárások vázlata, 1944/45–1992; Rejtjel, Bp., 1999
- A kádári megtorlás rendszere, Budapest: Hamvas Béla Kultúrakutató Intézet, 2001. 442 p. (Arc és álarc) ISBN 963-00-8565-8
- Adalékok a magyarországi németek 1945 utáni kitelepítéséről, JOGTÖRTÉNETI SZEMLE [5:(3) pp. 11-20. (2003)
- Horváth Miklós–Zinner Tibor: Koronatanúk jeltelen sírgödrökben. Dokumentumok Nagy Imre és társai pertörténeteihez; Magyar Közlöny Lap- és Könyvkiadó, Bp., 2008 + CD-ROM
- A magyarországi németek kitelepítése; német ford. Sulányi Péter, angol Zinner Judit; Magyar Hivatalos Közlönykiadó, Bp., 2004
- Nagy Imre és társai ügye-újabb politikai gyilkosságok jogi fügefalevéllel, IUSTUM AEQUUM SALUTARE 3:(1) pp. 45-64. (2007)
- Somorjai Ádám–Zinner Tibor: Majd' halálra ítélve. Dokumentumok Mindszenty József élettörténetéhez; Magyar Közlöny Lap- és Könyvkiadó, Bp., 2008
- Szeizmográf a Szabadság téren: Mindszenty bíboros levelezése az USA elnökeivel és külügyminisztereivel, 1956–1971; vál., előszó, jegyz. Somorjai Ádám, Zinner Tibor, ford. Zinner Judit; Hamvas Béla Kultúrakutató Intézet, Bp., 2010
- Washingtonból jelentjük. A budapesti amerikai nagykövetség Mindszenty bíboros tevékenységére vonatkozó, 1971-ben keletkezett iratai, SZÁZADOK 144:(1) pp. 143-196. (2010)
- Biszku és a többiek, p. -. p., DVD 1–7. rész. (2011)
- "A nagy politikai affér". A Rajk-Brankov-ügy, 1-2.; Saxum, Bp., 2013–2014
- Az új hatalom kiépülése, különös tekintettel a politikai rendőrségre, RUBICON ONLINE PLUSZ 26:(4) p. na. (2015)
- Bódiné Beliznai Kinga–Zinner Tibor: Akiknek nevét emléktábla őrzi; HVG-ORAC, Bp., 2016 (Bibliotheca curiae)
- Somorjai Ádám–Zinner Tibor: A Szabadság tértől Washingtonon át a Vatikánba – és vissza. Mindszenty József bíboros, prímás, esztergomi érsek követségi levelezése az Apostoli Szentszékkel, 1956–1971; Veritas Történetkutató Intézet–Magyar Napló, Bp., 2016 (Veritas könyvek) – angoluls is
- Somorjai, A.; Zinner, T.: Correspondence of Cardinal József Mindszenty with the Holy See from the American Legation, 1956–71. – EOS Verlag, Sank Ottilien, 2017 ISBN 9783830678380
- Menedékben. Amerikai diplomaták Mindszenty bíborosról, 1957–1970; vál., előszó, jegyz. Deák András Miklós, Somorjai Ádám, Zinner Tibor, ford. Somorjai Ádám, Deák András Miklós; Írott Szó Alapítvány–Magyar Napló, Bp., 2019
- A magyar nép nevében? Tanulmányok népbíróságokról, jogászokról, diktatúráról; Nemzeti Emlékezet Bizottsága, Bp., 2021 (NEB Könyvtára)
- Gyorstalpaló, elvtársaknak. A bírói és ügyészi akadémia, 1949–1954; Nemzeti Emlékezet Bizottsága, Bp., 2024